# Messiah
Messiah, an Oratorio, ook A New Sacred Oratorio (HWV 56), is een oratorium van Georg Friedrich Händel, gecomponeerd in 1741 en voor het eerst uitgevoerd in 1742 in Dublin. Het werk, dat in de meeste gevallen iets minder dan tweeënhalf uur duurt, wordt, met name in de Angelsaksische landen, vooral rond de kerst uitgevoerd, maar ook wel in de paastijd. 

## Messiahbinnen Händels oeuvre

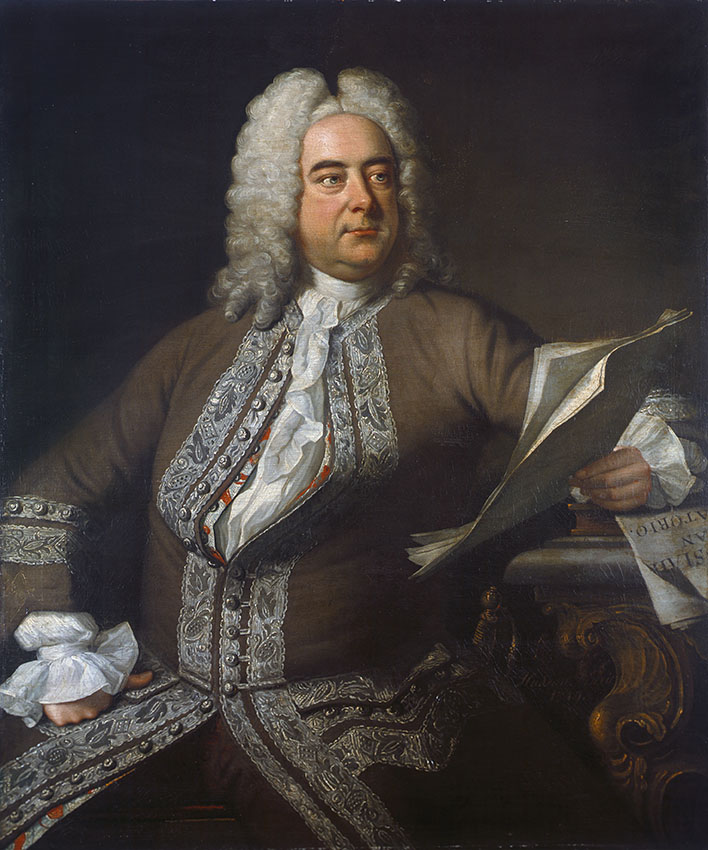
Georg Friedrich Händel

Hoewel Händel vooral nu bij een groot publiek – met name door Messiah – bekend is als oratoriumcomponist, begon hij pas met het componeren van oratoria toen hij al vijftig was. Opera was het belangrijkste in zijn leven – vanaf zijn 18e jaar toen hij begon bij de Hamburgse opera tot rond 1740 heeft hij zich met deze muzikale vorm beziggehouden. Het schrijven van koren, zo'n essentieel onderdeel van Händels oratoria, was iets wat hij nog moest ontwikkelen. Johann Mattheson schreef in 1740 over zijn eerste ontmoeting met Händel in Hamburg: “Er war starck auf der Orgel: stärker, als Kuhnau, in Fugen und Contrapuncten, absonderlich ex tempore; aber er wuste sehr wenig von der Melodie, ehe er in die hamburgische Opern kam.” Händel ontwikkelde die vaardigheden in Italië, waar hij zijn eerste oratoria schreef Il Trionfo del Tempo e del Disinganno (HWV 46) en La Ressurrezione (HWV 47).

Händel says he will do nothing next Winter, but I hope I shall persuade him to set another Scripture collection I have made for him, & perform it for his own Benefit in Passion week. I hope he will lay out his whole Genius and Skill upon it, that the Composition may excel all his former Compositions, as the Subject excels every other Subject. The Subject is Messiah...
— Charles Jennens aan Edward Holdsworth, 10 juli 1741; correspondentie in de Gerald Coke Collection.

Jennens' opmerking over 'another Scripture collection' verwijst naar Händels oratorium Israel in Egypt, dat Händel in 1738 schreef onmiddellijk na de toonzetting van Jennens eerste libretto Saul. Israel in Egypt maakte voor de tekst volledig gebruik van een selectie uit Bijbelteksten, voor de muziek van grote delen van de Funeral Anthem for Queen Caroline. The Ways of Zion do mourn (HWV 264). Jennens volgende compilatie was L'Allegro and Il Penseroso, waaraan hij, op verzoek van Händel, een eigen deel toevoegde, Il Moderato (HWV 55); het werk ging in 1740 in première. Het volgende seizoen programmeerde Händel geen Engelstalig werk, maar twee nieuwe Italiaanse opera's: Deidamia (HWV 42) en Imeneo (HWV 41). Beide werken waren een commerciële flop en Händel overwoog naar Duitsland terug te keren.
Tegen deze achtergrond kwam Jennens plan om een oratorium te schrijven, dat uitgevoerd kon worden tijdens de Stille Week, wanneer de theaters gesloten zouden zijn en waarmee een uitvoering met een vol huis, en daarmee inkomsten voor Händel, gegarandeerd zou zijn. Van Israel in Egypt kwam het idee van een compilatie uit de Bijbel, maar zonder de nadruk op de (impopulaire) koren. Een evenwicht tussen soli en koren, zoals in L'Allegro, stond voor ogen.
Händel gaf opera dus pas op toen hij daar door de situatie toe werd gedwongen: het publiek had genoeg van Italiaanse opera. Zijn eerste oratoria (Esther, Deborah en Athaliah) kregen meer aandacht dan zijn opera's. Na de eerste grote rijpe oratoria (Saul en Israel in Egypt) liet Händel opera in 1740 dan ook volledig links liggen.
Händel schreef Bijbelse en niet-Bijbelse oratoria:
- De niet-Bijbelse, met een opbouw en gepresenteerd als een oratorium, maar met een niet-Bijbels onderwerp, zijn onder te verdelen in concert- of cantateoratoria (zoals Alexander's Feast (HWV 65) en L'Allegro, Il Penseroso ed Il Moderato) en mythologische (Hercules (HWV 60) en Semele (HWV 58))
- De Bijbelse kunnen worden onderverdeeld in heroïsche (een Bijbelse held(in) is onderwerp van het libretto, zoals Esther (HWV 50) en Judas Makkabeüs (HWV 63)), verhalende (een Bijbelse vertelling is onderwerp, zoals het verhaal van Jozef en zijn broers of het dilemma van Jephta (HWV 70)) of de zogenoemde anthem-oratoria (Israel in Egypt en de Occasional Oratorio). Ook Messiah is een anthem-oratorium. De inhoud van een anthem is in de regel een oudtestamententische tekst, meestal uit de Psalmen, prijzend van karakter en zonder handeling.

Een groot verschil tussen Händels oratoria en zijn opera's is de taal: de oratoria hebben een Engelse tekst. Dit bracht de werken weliswaar dichter bij het publiek, maar leverde Händels zangers problemen op doordat ze zich niet in het Engels konden uitdrukken (zie de anekdote geciteerd bij Larsen). Dit gold overigens ook voor Händel: hoewel genaturaliseerd tot Engelsman kende hij de taal niet goed en de wijze waarop hij Engelse teksten op muziek zette was, zelfs in zijn late werken, soms opmerkelijk onvolmaakt.
Bij het ontwikkelen en schrijven van oratoria zijn de anthems en odes van Henry Purcell (de St. Cecilia Odes bijvoorbeeld) wel van invloed geweest op Händel. Maar het is vooral de Duitse kerkcantate geweest die grote invloed had op zijn werk. Tussen 1716 en 1718 bezocht hij Duitsland en leerde daar Barthold Heinrich Brockes' Passion kennen en de cantates op teksten van Erdmann Neumeister (die al in druk waren verschenen). Händel volgt in zijn anthem-oratoria strikt de tekst gebaseerd op de Psalmen; maar muzikaal gezien is er duidelijker verwantschap met de Noord-Duitse cantates dan met Purcell: het samenstelsel van verbonden muzikale kernen die voortdurend variëren bij Purcell vervangt Händel door losstaande en zelfstandige koren en aria's, vaak met een instrumentale inleiding.

## Kenmerken

### Libretto

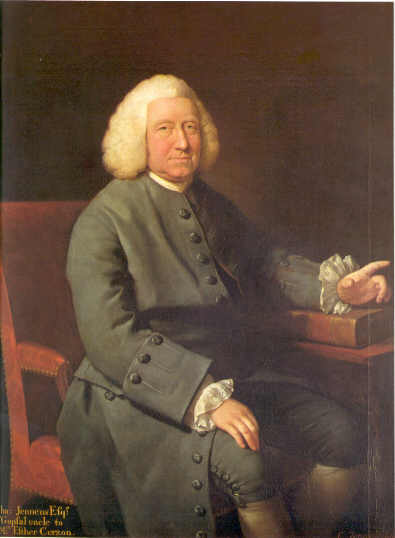
Charles Jennens

De tekst voor Messiah werd door Charles Jennens geschreven: een groot aantal losse, korte teksten uit het Oude en het Nieuwe Testament. Daarmee verschilt het werk van dat wat doorgaans een oratorium wordt genoemd: een afgeronde Bijbelse vertelling op muziek gezet, zoals de overige ruim 25 dramatische oratoria die Händel schreef. Het onderwerp van Messiah is de Bijbelse Messias. Het werk is opgesplitst in drie delen:
- de profetieën in het Oude Testament met de verkondiging van de Messias;
- zijn dood, de opstanding en de hemelvaart;
- zijn wederkomst en heerschappij.

Händel had slechts 24 dagen nodig om het werk te componeren: van 22 augustus tot 14 september 1741. Al in november van dat jaar reisde hij naar Dublin. De eerste uitvoering was pas op 13 april 1742, als benefietconcert, na een extreem strenge winter. Het stuk was een groot succes; dames werd verzocht niet in hoepelrok te komen om meer kaarten te kunnen verkopen. De opbrengst ging naar een aantal goede doelen, gelijkelijk verdeeld. Een jaar later werd Messiah ook in Covent Garden in Londen uitgevoerd. Nog voor de uitvoering ontstond een discussie of het stuk wel in een theater behoorde te worden opgevoerd.
Behalve de eerste versie uit 1742 bestaan er ook bewerkingen uit het jaar 1743, 1745/1749, 1750 en 1754.
Er is geen definitieve versie van Messiah; een aanzienlijk aantal onderdelen, met name de aria's, is overgeleverd in verschillende versies, die teruggaan tot Händels tijd. De reden waarom Händel zo veel versies schreef ligt in de werkwijze van Händel: hij veranderde vaak tijdens repetities en na uitvoeringen. Daarnaast waren de wisselende solisten – en hun capaciteiten – reden om delen te wijzigen. De laatste versie is daarmee ook niet noodzakelijkerwijs de versie die Händel als definitief beschouwde – mogelijk hadden eerdere versies de voorkeur maar waren latere wijzigingen een noodzaak.
Er bestaan vijf versies, waaronder de autograaf in de Royal Collection, in de British Library. Daarnaast zijn er nog zeker acht andere kopieën die uit de 18e eeuw stammen.

#### Delen
| deel       | onderdeel                          | titel                                       | Bijbeltekst                      |
| ---------- | ---------------------------------- | ------------------------------------------- | -------------------------------- |
| Part One   | Sinfony (Grave - Allegro moderato) | orkest                                      | instrumentaal                    |
|            | Accompagnato, tenor                | Comfort ye my people                        | Jesaja 40:1-3                    |
|            | Aria, tenor                        | Ev'ry valley shall be exalted               | Jesaja 40:4                      |
|            | Koor                               | And the glory of the Lord shall be revealed | Jesaja 40:5                      |
|            | Accompagnato, bas                  | Thus saith the Lord of Hosts                | Haggai 2:6-7; Maleachi 3:1       |
|            | Aria, alt                          | But who may abide the day of his coming     | Maleachi 3:2                     |
|            | Koor                               | And he shall purify                         | Maleachi 3:3                     |
|            | Recitatief, contra-alt             | Behold, a virgin shall conceive             | Jesaja 7:14; Matteüs 1:23        |
|            | Aria, contra-alt en koor           | O thou that tellest good tidings            | Jesaja 40:9; 60:1                |
|            | bas                                | For behold, darkness shall cover            | Jesaja 60:2-3                    |
|            | Aria, bas                          | The people that walked in darkness          | Jesaja 9:2                       |
|            | Koor                               | For unto us a child is born                 | Jesaja 9:6                       |
|            | Pifa (Pastoral Symphony), orkest   |                                             | instrumentaal                    |
|            | Recitatief, jongenssopraan         | There were shepherds abiding in the field   | Lucas 2:8                        |
|            | Accompagnato, jongenssopraan       | And lo, the angel of the lord               | Lucas 2:9                        |
|            | Recitatief, jongenssopraan         | And the angel said unto them                | Lucas 2:10-11                    |
|            | Accompagnato, jongenssopraan       | And suddenly there was with the angel       | Lucas 2:13                       |
|            | Koor                               | Glory to God in the highest                 | Lucas 2:14                       |
|            | sopraan                            | Rejoice greatly, O daughter of Zion         | Zacharia 9:9-10                  |
|            | contra-alt                         | Then shall the eyes of the blind            | Jesaja 35:5-6                    |
|            | Aria, contra-alt en sopraan        | He shall feed his flock                     | Jesaja 40:11; Matteüs 11:28-29   |
|            | Koor                               | His yoke is easy, his burthen light         | Matteüs 11:30                    |
| Part Two   | Koor                               | Behold the lamb of God                      | Johannes 1:29                    |
|            | Aria, contra-alt                   | He was despised                             | Jesaja 53:3; 50:6                |
|            | Koor                               | Surely he hath borne our griefs             | Jesaja 53:4-5                    |
|            | Chorus                             | And with his stripes we are healed          | Jesaja 53:5                      |
|            | Koor                               | All we like sheep have gone astray          | Jesaja 53:6                      |
|            | tenor                              | All they that see him                       | Psalmen 22:7                     |
|            | Koor                               | He trusted in God                           | Psalmen 22:8                     |
|            | Accompagnato, tenor                | Thy rebuke hath broken his heart            | Psalmen 69:21                    |
|            | Arioso, tenor                      | Behold, and see if there be any sorrow      | Klaagliederen 1:12               |
|            | Accompagnato, sopraan              | He was cut off out of the land              | Jesaja 53:8                      |
|            | Aria, sopraan                      | But thou didst not leave his soul           | Psalmen 16:10                    |
|            | Koor                               | Lift up your heads, O ye gates              | Psalmen 24:7-10                  |
|            | tenor                              | Unto which of the angels                    | Hebreeën 1:5                     |
|            | Koor                               | Let all the angels of God worship him       | Hebreeën 1:6                     |
|            | Aria, alt                          | Thou art gone up on high                    | Psalmen 68:18                    |
|            | Koor                               | The Lord gave the word                      | Psalmen 68:11                    |
|            | Aria, sopraan                      | How beautiful are the feet                  | Jesaja 52:7; Romeinen 10:15      |
|            | Koor                               | Their sound is gone out                     | Romeinen 10:18                   |
|            | Aria, bas                          | Why do the nations so furiously rage        | Psalmen 2:1-2                    |
|            | Koor                               | Let us break their bonds asunder            | Psalmen 2:3                      |
|            | Recitatief, tenor                  | He that dwelleth in heaven                  | Psalmen 2:4                      |
|            | Aria, tenor                        | Thou shalt break them                       | Psalmen 2:9                      |
|            | Koor                               | Hallelujah                                  | Openbaring 19:6; 11:15; 19:16    |
| Part Three | Aria, sopraan                      | I know that my Redeemer liveth              | Job 19:25-26; I Korintiërs 15:20 |
|            | Koor                               | Since by man came death                     | I Korintiërs 15:21-22            |
|            | Recitatief, bas                    | Behold, I tell you a mystery                | I Korintiërs 15:51-52            |
|            | Aria, bas                          | The trumpet shall sound                     | I Korintiërs 15:52-53            |
|            | Recitatief, alt                    | Then shall be brought to pass               | I Korintiërs 15:54               |
|            | Duet, alt en tenor                 | O death, where is thy sting                 | I Korintiërs 15:55-56            |
|            | Koor                               | But thanks be to God                        | I Korintiërs 15:57               |
|            | Aria, contra-alt                   | If God be for us                            | Romeinen 8:31, 8:33-34           |
|            | Koor                               | Worthy is the Lamb that was slain – Amen    | Openbaring 5:12-14               |

### Muziek
Händel componeerde nooit een werk zonder een uitvoering ervan in gedachte. Net als voor zijn oratorium Saul, had het libretto lang terzijde kunnen liggen, als zich niet een onverwacht aanbod uit Ierland had aangediend. William Cavendish, 3e Hertog van Devonshire en Lord Lieutenant (dat is de vertegenwoordiger van de Britse vorst) van Ierland, nodigde Händel uit voor medewerking tijdens de winter aan een aantal liefdadigheidsconcerten in Dublin. Nieuw publiek en een serie concerten deden Händel daarvoor een reeks 'entertainments' plannen, waaronder zijn recentste wereldlijke successen: L'Allegro, Il penseroso ed Il Moderato, Acis and Galatea, de Ode for St. Cecilia's Day, Esther en Alexander's Feast. Voor het gewijde deel zou Händel Jennens libretto gebruiken.
Händel ving aan met het werk aan Messiah op 22 augustus 1741, op 28 augustus was Part I gereed, Part II op 6 september en Part III op de volgende zaterdag, 12 september. Twee dagen werden gebruikt om delen uit te werken (Händel liet vaak recitatieven en details incompleet en vulde die pas aan het eind in; 'ausgefüllt' noemde hij dat: 24 dagen in totaal voor de gehele compositie. Voor Händel was het een ongewis experiment, waarvan de beloning nog moest blijken en dat waarschijnlijk niet herhaald zou worden. Een aantal dagen na het voltooien van Messiah begon Händel aan een nieuw oratorium, Samson, waarvan de eerste acte op 29 september was voltooid.

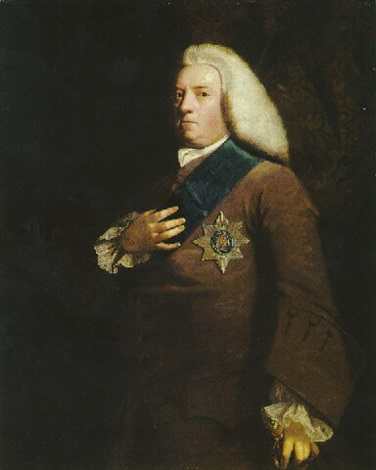
William Cavendish, 3e Hertog van Devonshire
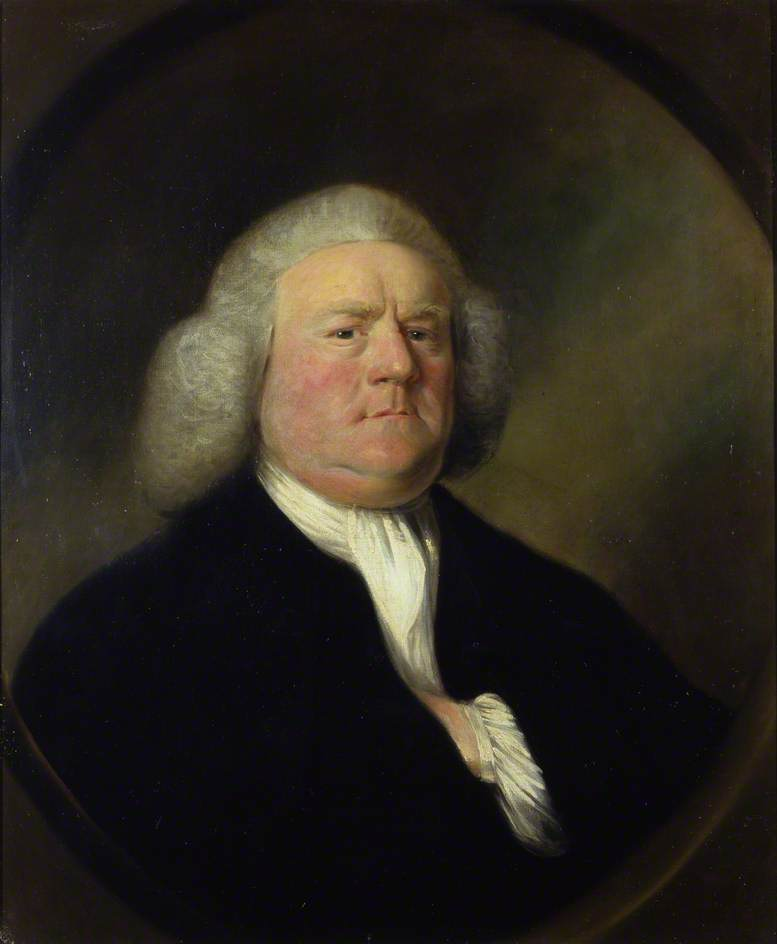
William Boyce
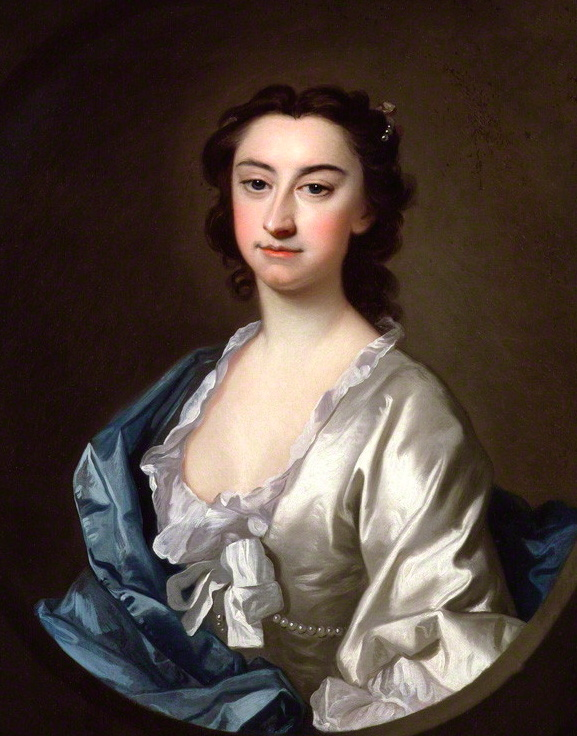
Susannah Maria Arne
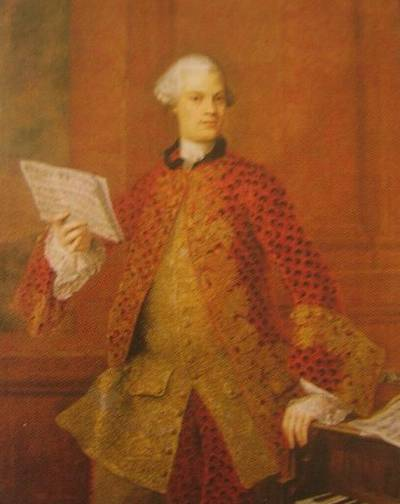
Gaetano Guadagni

Op 18 november 1741 kwam Händel in Dublin aan. Dublin kende een cultureel leven dat een afspiegeling was van dat van Londen. Op 10 december werden in een liefdadigheidsconcert voor het Mercer's Hospital het Utrecht Te Deum en Jubilate en een coronation anthem van Händel, samen met een speciaal geschreven anthem van William Boyce, uitgevoerd in de St. Andrew's; het verslag van Mercer's Hospital vermeldt dat Händel werd uitgenodigd het orgel te bespelen.
Op 12 november startte de verkoop van de abonnementen voor de Six Musical Entertainments; met veel succes, want alle zes concerten waren uitverkocht zodat Händel “needed not sell one single Ticket at the Door”, zoals hij aan Jennens op 29 december schreef. Een tweede abonnementserie startte op 17 februari 1742, met onder andere Alexander's Feast, met nieuwe altpartijen voor de alt Susannah Maria Arne die tot Händels gezelschap was toegetreden. Ook de opera Imeneo kreeg – als concertante 'serenata' – een heruitvoering, en de serie werd met Esther afgesloten.
Openbare repetities van Messiah vonden op vrijdag 9 april 1742 plaats en het werk werd op 13 april voor het eerst, in een liefdadigheidsconcert, uitgevoerd. Na een maand gaf Händel nog twee uitvoeringen, voorafgegaan door openbare repetities.
De Londense première kreeg Messiah op 23 maart 1743 als onderdeel van een tweede abonnementserie; de eerste serie was volledig gewijd aan Samson. Messiah werd in de kranten niet aangekondigd onder de eigen naam, maar als A New Sacred Oratorio. Een van de kranten vroeg zich af of zo'n werk in het theater kon worden uitgevoerd met musici uit de theaterwereld.

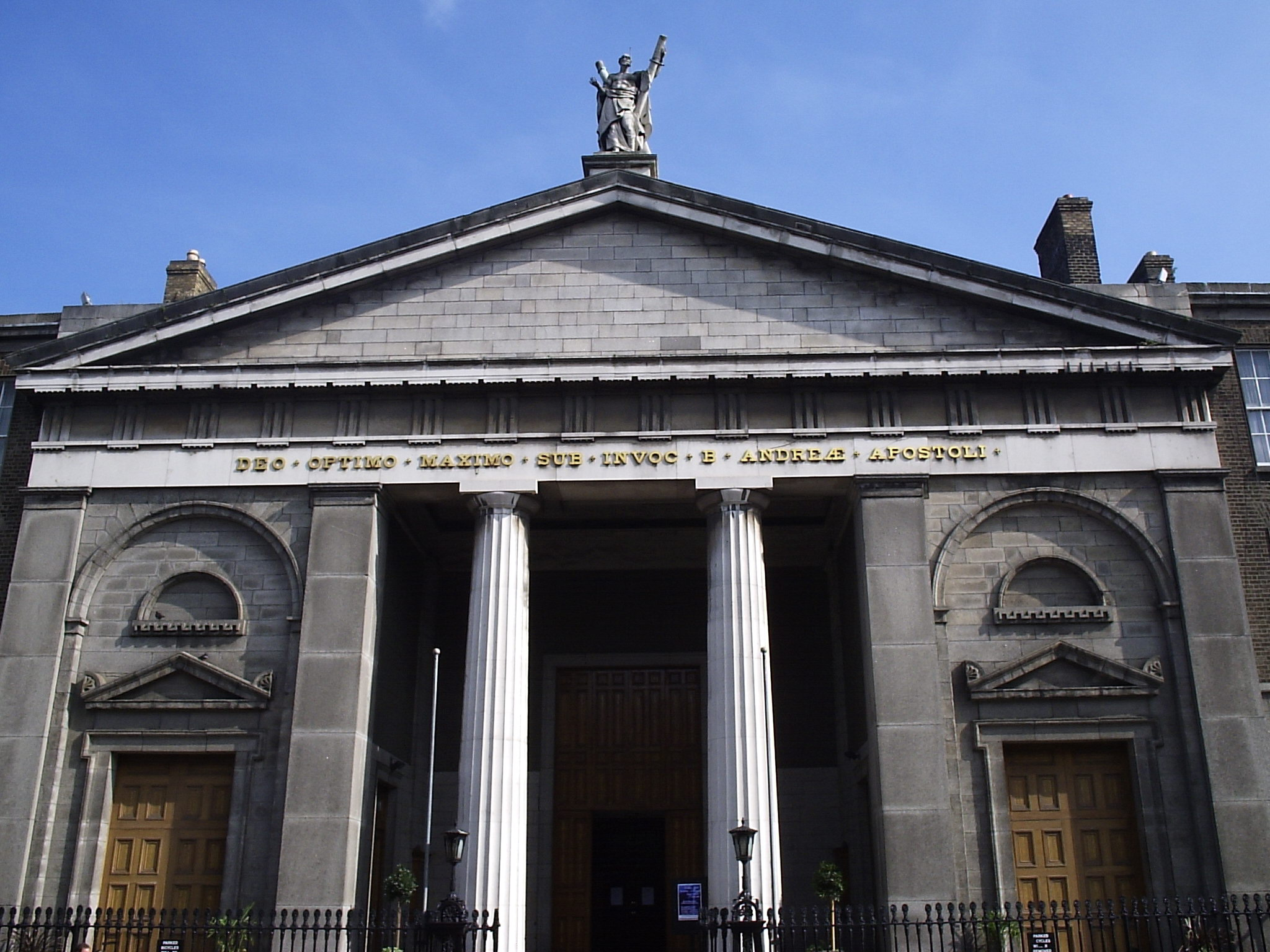
St. Andrew's, Dublin; plaats waar het liefdadigheidsconcert van 10 december 1741 plaatsvond

Messiah is Händels enige sacred oratorium en het enige dat hij ook in een gewijd gebouw uitvoerde (alle andere oratoria waren voor het theater). Händel vermeed de nadruk op het koor te leggen, zoals in Israel in Egypt, maar koos voor de gelijkmatiger verhouding koor-soli zoals in L'Allegro. Toch is Messiah, na Israel in Egypt, het werk met de meeste koren. De tekst is evenredig verdeeld over Oud en Nieuw Testament, waarbij de Bijbeltekstpassages zijn ingekort. De lijn loopt van de Verkondiging, via Geboorte, Kruisiging, Opstanding en Hemelvaart naar de Verlossing (Part III is voornamelijk gebaseerd op de Anglicaanse dienst voor de overledenen). Messiah doorloopt daarmee alle belangrijke christelijke feestdagen. Händel verbond het werk vooral met Pasen, maar tegenwoordig is dat –met name in de Angelsaksische landen– Kerstmis.
Händel beperkte zich in zijn orkestratie tot strijkers en pauken. Het enkele solo-instrument (de trompet) is slechts een maal gebruikt. Hobo's en fagotten werden toegevoegd voor de uitvoering in Londen, waarbij de strijkers voor de koren werden verdubbeld. De mogelijkheid voor vocaal vertoon is beperkt – Händel componeerde vier da capo aria's en bracht die later tot twee terug (He was despised en The trumpet shall sound).
Hoewel het werk in zulke haast is geschreven, is er weinig overgenomen uit andere werken. De belangrijkste zijn ontleend aan Händels eigen composities: Italiaanse duetten zijn verwerkt tot koren, met als gevolg soms onidiomatische klemtonen (For unto us a child is born, naar Nò, di voi non vo fidarmi waar de klemtoon op Nò (Nee!) voor de hand ligt) of niet-toepasselijke coloratura (de zestienden in And he shall purify en His yoke is easy die uit Quel fior che all'alba ride komen waar ze volkomen passen). And he shall purify bevat bovendien ontleningen uit de Harmonischer Gottes-Dienst van Telemann en de Prelude in g, BuxWV 163 van Dieterich Buxtehude.
Händel heeft Messiah regelmatig herzien, om artistieke redenen en om het werk aan te passen aan andere zangsolisten of andere omstandigheden voor de uitvoering. Het werk is daarmee nooit exact uitgevoerd zoals het in 1741 is geschreven:
- voor de première in Dublin in 1742 werd nieuwe muziek toegevoegd, met name een zetting voor duet met koor van How beautiful;
- voor de eerste uitvoering in Londen in 1743 werden arioso-zettingen toegevoegd van And lo! the angel of the Lord en Their sound is gone out;
- voor de heruitvoering in 1745 een 4/4-zetting van Rejoice greatly en de koorversie van Their sound;
- de medewerking van de castraat Gaetano Guadagni deed Händel nieuwe zettingen schrijven van But who may abide en Thou art gone up on high. Daarnaast werden transposities van de soli en sommige veranderingen van stemsoort (sopraan voor tenor en omgekeerd) ingevoerd.

De koren bleven ongewijzigd. Elke uitvoering van Messiah vraagt daarom om een keuze uit de alternatieven of een nastreven van een specifieke versie.
Het Hallelujah-koor aan het einde van het tweede deel is het bekendste deel van het oratorium.
Orkestratie

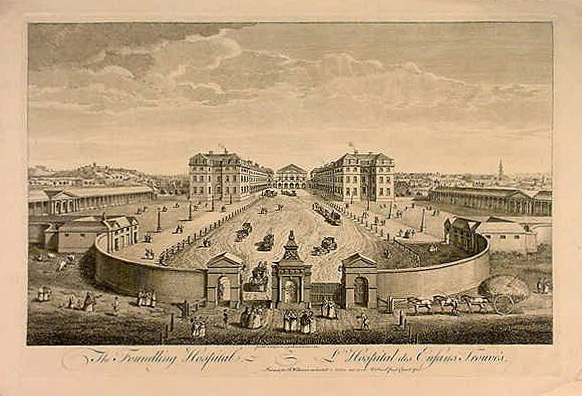
Foundling Hospital

De bezetting voor Messiah wisselt, afhankelijk van de versie; voor de versie van 1754 (die gebruikt werd voor de liefdadigheidsuitvoering voor de Foundling Hospital) bestaan de volgende gegevens:
- 5 solisten: 2 sopranen, alt, tenor en bas
- koor: 4 (of 6) jongenssopranen en 13 mannenstemmen (alten, tenoren en bassen)
- orkest bestaande uit:
  - strijkers (14 violen, 6 altviolen, 3 cello's en 2 contrabassen)
  - 4 hobo's, 4 fagotten, 2 hoorns, 2 trompetten en pauken
  - orgel en klavecimbel

## Ontvangst
Rond 1750 ontstond in Engeland een traditie om Messiah uit te voeren. Händel sloot vanaf dat jaar zijn jaarlijkse seizoen voor Vasten af met Messiah (m.a.w. dicht tegen Pasen, en niet tegen Kerstmis), waarna hij het werk een maand later herhaalde in de Foundling Hospital.
In de VS gaf de Handel and Haydn Society in 1857 een complete Messiah met tussen de 600 en 700 stemmen. Dit succes leidde tot een uitvoering van het Hallelujah-koor bij de Grand National Celebration of Peace met 10.000 stemmen en een orkest van 500 leden.
Eind 19e eeuw gingen er toch stemmen op om terug te keren naar bezettingen die dichter bij Händels oorspronkelijke muziek zelf lagen. Doel was de schaal, idioom en stijl van Händels eigen uitvoeringen te bereiken, met als gedachte dat hoe dichter we bij Händel zouden zitten hoe beter de muziek tot ons zou kunnen spreken.
De tegenwoordige professionele uitvoeringen van Messiah zijn voornamelijk op dit uitgangspunt geënt. Maar het heeft toch tot 1980 geduurd eer de eerste commerciële opname van Messiah verscheen in een bezetting die was conform de wijze waarop Händel het werk zelf uitvoerde, en bovendien ook gespeeld op instrumenten uit Händels tijd of kopieën ervan (Uitvoering van de Foundling Hospital-versie door solisten en The Academy of Ancient Music onder leiding van Christopher Hogwood)
In Nederland wordt Messiah zowel door professionele als door amateur-oratoriumverenigingen uitgevoerd. Andere oratoria van Händel staan veel minder vaak op de programma's (afgezien van Judas Maccabeus, met een met het Hallelujahkoor vergelijkbare bekende melodie, het koor See the conquering hero comes, beter bekend met een andere tekst als À toi la gloire of U zij de glorie). Naar Händel is in Nederland lang met een scheef gezicht gekeken, soms zelfs met onverhuld dedain. Dit in tegenstelling tot het buitenland waar zijn werken met grote regelmaat op de programma's staan van reguliere of festivalconcerten en waar Händel op andere, c.q. zijn waarde wordt geschat.
De Nederlandse Bach-passietraditie, waarbij het religieus ritueel soms schijnt te prevaleren boven de primaire beleving van een muzikaal kunstwerk, is aan Händels Messiah of een ander van zijn oratoria voorbijgegaan.
In de 21e eeuw is er meer aandacht voor het werk van Händel in Nederland gekomen, getuige bijvoorbeeld de producties, van zowel opera's als oratoria, die twee van de drie Nederlandse operahuizen van Händel dramatische werken hebben gebracht.

## Bewerking van Mozart

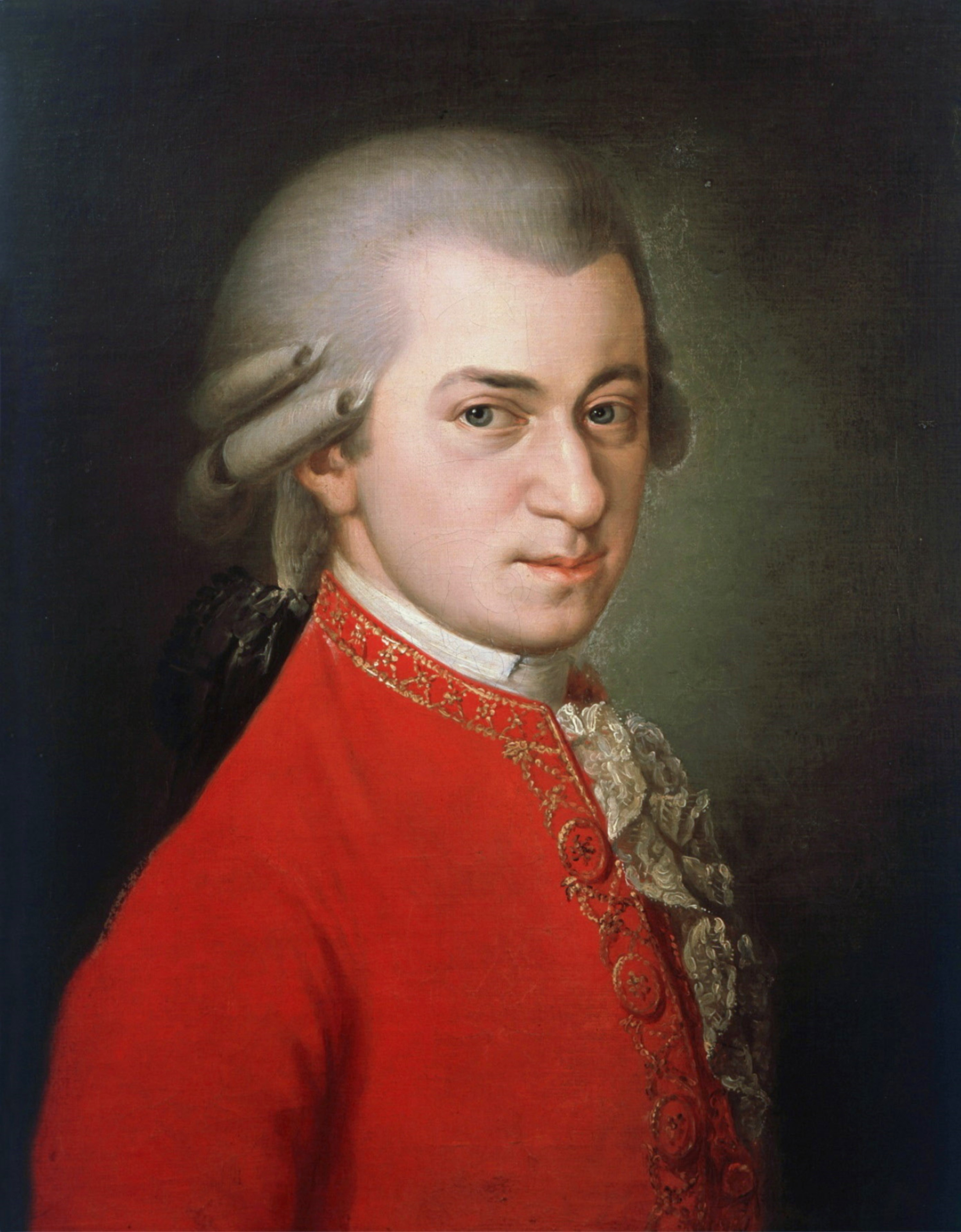
Mozart
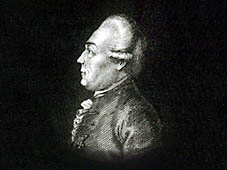
Gottfried van Swieten

Mozart heeft in 1789 een bewerking van Messiah gemaakt. Hij deed dit in opdracht van Gottfried van Swieten voor uitvoering in zijn Musicalische Cavalirs-Gesellschaft. Mozart maakte zogenoemde 'toegevoegde begeleidingen', dat wil zeggen nieuwe orkestraties, voor het werk. Händels instrumentatie werd inmiddels als schraal en onbevredigend ervaren. Mozart voegde daarom meer blazers toe aan de orkestbezetting: 2 fluiten, 2 klarinetten, 2 hoorns en 3 trombones; de trompetpartij werd herzien. De blazers ondersteunen of versterken de strijkers, maar krijgen ook soms een meer onafhankelijke melodische rol.
De Engelse tekst werd vervangen door een Duitse vertaling. De eerste uitvoering vond plaats in de salons van Johann graaf Esterhazy, onder leiding van Mozart zelf.
Tot in de 19e eeuw werd Mozarts bewerking gewaardeerd; zijn instrumentatie kwam ook weer deels terecht in de partituren die tot het begin van de 20e eeuw in Britse uitvoeringen werden gebruikt. Met de opkomst van uitvoeringen van barokmuziek in historisch verantwoorde vorm raakte Mozarts bewerking op de achtergrond; maar inmiddels zijn er ook vanuit de hoek van de historische uitvoeringspraktijk uitvoeringen en opnames gekomen met Mozarts bewerking.

## Trivia
Moderne bewerkingen
Onder de naam The Young Messiah schreef Tom Parker met The New London Chorale in 1979 een populaire uitvoering van Messiah, met onder anderen Vicki Brown, Madeline Bell, Gordon Neville en Steve Jerome. Deze bewerking wordt op diverse plaatsen Nederland in de maanden voor kerst opgevoerd. In 1993 volgde The New Young Messiah met bijdragen van diverse Amerikaanse artiesten.

## Geselecteerde discografie
- Dublinversie 1742 (reconstructie)
  - Susan Hamilton (s), Annie Gill (ms), Clare Wilkinson en Heather Cairncross (a), Nicholas Mulroy (t) en Matthew Brook en Edward Caswell (b); Dunedin Consort & Players onder leiding van John Butt (Linn, CKD 285)
- versie 1752 
  - Lynne Dawson (s), Hilary Summers (a), John Mark Ainsley (t) en Alastair Miles (b); Choir of King's College, Cambridge; The Brandenburg Consort; Stephen Cleobury (Brilliant CDs, 92463)
- versie Foundling Hospital 1754 (met 2 sopranen)
  - Judith Nelson en Emma Kirkby (s), Carolyn Watkinson (ca), Paul Elliott (t) en David Thomas (b); Choir of Christ Church Cathedral, Oxford; The Academy of Ancient Music onder leiding van Christopher Hogwood (Decca – L'Oiseau Lyre, 4304 882)
  - Emma Kirkby en Emily van Evera (s), Margaret Cable (ms), James Bowman (ct), Joseph Cornwell (t) en David Thomas (b); Taverner Choir en Taverner Players onder leiding van Andrew Parrott (Virgin Veritas, 0724356200425)
  - Susan Gritton en Dorothea Röschmann (s), Bernarda Fink (ca), Charles Daniels (t) en Neal Davies (b); Gabrieli Consort & Players onder leiding van Paul McCreesh / DG Archiv 453 4642)
- uit verschillende versies samengestelde uitvoeringen
  - Margaret Marshall (s), Catherine Robbin (ms), Charles Brett (ct), Anthony Rolfe Johnson (t), Saul Quirke (js) en Robert Hale (b); The Monteverdi Choir en The English Baroque Soloists onder leiding van John Eliot Gardiner (Philips Digital Classics 4342972)
  - Arleen Augér (s), Anne Sofie von Otter (ca), Michael Chance (ct), Howard Crook (t) en John Tomlinson (b); The Choir of the English Concert en The English Concert onder leiding van Trevor Pinnock (DG Archiv 423 630-2)
  - Barbara Schlick en Sandrine Piau (s), Andreas Scholl (ct), Mark Padmore (t) en Nathan Berg (b); Les Arts Florissants onder leiding van William Christie (Harmonia Mundi 2901498.99)
  - Madeira Suzuki (s), Yoshikazu Mera (ct), John Elwes (t) en David Thomas (b); Bach Collegium Japan onder leiding van Masaaki Suzuki (BIS 891/892)
- versie met alle alternatieven
  - Lorraine Hunt-Lieberson en Janet Williams (s), Patricia Spence (ms), Drew Minter (ct) en William Parker (b); Chamber Chorus of the University of Berkeley en Philharmonia Baroque Orchestra onder leiding van Nicholas McGegan (Harmonia Mundi HMU 907050.52)
- Bewerking Mozart (in het Duits):
  - Monika Frimmer (s), Mechthild Georg (ms), Christophe Prégardien (t) en Stephan Schreckenberger (b); Rheinische Kantorei en Das Kleine Konzert onder leiding van Hermann Max (EMI Classics 51198-2)
  - Lynne Dawson (s), Bernarda Fink (a), Hans Peter Graf (t), Stephen Varcoe (bar) en Chris de Moor (b); Choeur de Chambre de Namur en La Grande Ecurie et La Chambre du Roy onder leiding van Jean-Claude Malgoire (Naïve NAI 3004)

s=sopraan; ms=mezzo-sopraan; a=alt; ca=contra-alt; ct=contra-tenor; t=tenor; bar=bariton; b=bas